# Латифи, Али
Али Латифи (перс. علی لطیفی‎; род. 20 февраля 1976, Ардебиль, Иран) — иранский футболист, играл на позиции нападающего. По завершении игровой карьеры — тренер.
Выступал за национальную сборную Ирана.

## Клубная карьера
Во взрослом футболе дебютировал в 1996 году выступлениями за команду «Бахман», в которой провёл два сезона.
Своей игрой за эту команду привлёк внимание представителей тренерского штаба клуба ПАС Тегеран, к составу которого присоединился в 1998 году. Сыграл за команду из Тегерана следующий сезон своей игровой карьеры.
В 1999 году заключил контракт с клубом «Эстегляль», в составе которого провёл следующие два года своей карьеры.
С 2001 года один сезон защищал цвета австрийской команды «Адмира Ваккер Мёдлинг».
С 2002 года один сезон играл за клуб «Пайкан». Большую часть времени, проведённого в составе, был основным игроком атакующего звена команды.
С 2003 года два сезона защищал цвета клуба «Абумослем».
С 2005 года снова, на этот раз один сезон, играл за клуб «Пайкан». Завершил профессиональную карьеру футболиста в 2006 году выступлениями за этот клуб.

## Выступления за сборную
В 1998 году дебютировал в официальных матчах в составе национальной сборной Ирана. В течение карьеры в национальной команде, которая длилась один год, провёл в форме главной команды страны два матча.
В составе сборной был участником чемпионата мира 1998 года во Франции.

## Карьера тренера
Начал тренерскую карьеру, вернувшись к футболу после небольшого перерыва, в 2014 году, войдя в тренерский штаб клуба «Рах Ахан», где проработал с 2014 по 2015 год.
С 2017 по 2018 год возглавлял тренерский штаб команды «ПАС Хамадан».